# 五老集中營
五老集中營別稱“22號教化所”，位於咸鏡南道榮光郡，是朝鲜民主主义人民共和国境內的政治集中營之一，至今關押有一千餘囚犯。